# Martin Schwarzschild
Martin Schwarzschild (31. května 1912 Postupimi – 10. dubna 1997 Langhorne, Pensylvánie, USA) byl americký fyzik německého původu. Je synem známého německého astrofyzika Karla Schwarzschilda a synovcem švýcarského astrofyzika Roberta Emdena. Jeho práce vedla obecně k lepšímu porozumění v oblasti hvězdné struktury a vývoje hvězd.
Brzy po smrti svého otce se v roce 1916 se svou rodinou přestěhoval zpět do Göttingenu, kde jeho otec dlouhou dobu pracoval. Získal tam v roce 1935 i doktorát u Hanse Kienleho za teorii pulzace delta Cephei hvězd. Rok nato, díky sílící nacistické ideologii v tehdejším Německu, odešel do Spojených států a roku 1942 stal jejím občanem. Prováděl výzkum a učil na Oselské, Harvardově a Columbijské univerzitě a v roce 1947 byl jmenován na Princetonskou univerzitu, v níž zůstal až do svého důchodu roku 1979 jako „Eugene Higgins Professor“.
Jeho hlavní pole působnosti byl hvězdný vývoj, teoretické modelování a od roku 1950, kvůli rozvoji výpočetní techniky, s níž zaznamenal velký pokrok počínaje první modelem struktury Slunce z roku 1946, tvořil strukturální modely hvězd ve stále širších oblastech Hertzsprungově–Russellově diagramu. V roce 1958 vydal monografii Stavba a vývoj hvězd (Structure and Evolution of the Stars).
S Lymanem Spitzerem a James Van Allenem rozvinul představu balonů vynášejících výzkumné přístroje do nebývalých výšek pro studium astronomických jevů. Projekty Stratoskop I a II, založené na této bázi, později v 50. a 60. letech dvacátého století vedl. První stratoskop získal snímky granulace a slunečních skvrn s vysokým rozlišením, potvrzujících existenci konvekce v atmosféře Slunce. Fotografování se netýkalo jen Slunce, ale i dalších objektů, jako jsou například galaxie, z nichž některé kvalitou předčí snímky získané pouze pomocí Hubblova kosmického dalekohledu.
Od roku 1970 pracoval na pochopení dynamiky galaxií. Vyvinul metodu, postavenou na self-konzistentních modelech eliptických galaxií prostřednictvím superpozic mnoha orbitů hvězd".
Na počest byl po něm pojmenován asteroid 4463 Marschwarzschild.

## Získaná ocenění
- Karl Schwarzschild Medal (1959)
- Henry Norris Russell Lectureship (1960)
- Henry Draper Medal (1960)
- Eddington Medal (1963)
- Bruce Medal (1965)
- Gold Medal of the Royal Astronomical Society (1969)
- Brouwer Award (1992)
- Balzan Prize (1994, with Fred Hoyle)
- National Medal of Science (1997)

## Díla
- Struktura a evoluce hvězd, 1958